# Alfa Air
Alfa Air este o companie de transport aerian din România.
Compania are ca obiect de activitate serviciul taxi aerian, destinat oamenilor de afaceri, dar și călătorii de agrement.
Compania face parte din holdingul Alfa Group, deținut de omul de afaceri israelian Yigal Zohar.
Din holding fac parte mai multe firme dintre care AlfaRom Holding, dezvoltator imobiliar, Autotest, companie care deține mai multe centre de computerizare pentru mașinile second-hand, boutique hotelul #7 și o firmă de catering.
Alfa Air deține o flotă formată din șase aeronave.